# Костёл Матери Божией Остробрамской (Львов)
Костёл Ма́тери Бо́жией Остробра́мской (с 1992 года — церковь Покрова Пресвятой Богородицы) — культовое сооружение во Львове, в исторической местности Лычаков. Адрес: улица Лычаковская, 175.

## История
Здание было построено в 1932 году польским архитектором Тадеушем Обминским в качестве римско-католического храма. С северной стороны к храму примыкает высокая башня наподобие флорентийской кампанилы. Строительство храмового комплекса было завершено в 1938 году. Строительство костёла велось стараниями римско-католического архиепископа Болеслава Твардовского. Главный корпус — в форме старохристианской базилики. Очень оригинальной для архитектуры Львова является колокольня (кампанила) высотой до 60 метров.
После Второй мировой войны костёл был закрыт и использовался как книжный склад.
В 1992 году храм был освящен как грекокатолическая церковь Покровы Пресвятой Богородицы. Ныне это сооружение принадлежит ордену салезиан восточного обряда.
Церковь Покровы имеет пристройку начала нынешнего века — это Детско-юношеский молодёжный центр «Оратория» святого Доминика Савио.
В 2005 году в пристройке храма был обнаружен бронзовый бюст Владимира Ленина, который планировали переплавить в церковный колокол.
|                |  |                                      |
| Интерьер храма |  | Мемориальная табличка на стене храма |